# Sam Waterston
Samuel Atkinson Waterston (Cambridge, Massachusetts, 15. studenog 1940.), je američki glumac nominiran za Oscara. Waterston je publici najpoznatiji po svojoj ulozi tužitelja Jacka McCoyja u seriji Zakon i red. Waterston je nastupio i u mnogim poznatim filmovima kao što su Veliki Gatsby, Polja smrti, Hannah i njezine sestre i Nixon.

## Životopis

### Rani život
Samuel Atkinson Waterston rođen je kao jedno od četvoro djece u gradu Cambridge, Massachusetts. Njegov otac, George Chychele Waterston, bio je škotski imigrant koji je predavao jezike. Njegova majka, Alice Tucker Atkinson, bila je potomak Engleza s broda Mayflower, a bavila se slikarstvom. Waterston je pohađao i školu Brooks i školu Groton. Godine 1958. primljen je na Sveučilište Yale sa školarinom, a 1962. je diplomirao kao Artium Baccalaureus. Nakon Yalea, Waterston je jedno vrijeme pohađao Clinton Playhouse. Waterston je također studirao na Sorbonnei u Parizu. 

### Karijera
Puno prije Jacka McCoyja, Waterston je odigrao nagrađivanu ulogu Benedetta u Shakespeareovom djelu Mnogo vike ni za što. Odigrao je i nekoliko impresivnih uloga Hamleta. Nastavlja glumiti u kazališnim predstavama tijekom ljeta. Svoj filmski debi Waterston je imao 1967. u filmu Fitzwilly. Zajedno s Katharine Hepburn, Waterston je 1973. igrao glavnu ulogu u TV adaptaciji drame The Glass Menagerie Tennesseeja Williamsa. U tom filmu je glumio i Michael Moriarty. Zanimljiva je činjenica da je baš Waterston 1994. zamijenio Moriartyja u ulozi Izvršnog pomoćnika tužioca u seriji Zakon i red. Među ostalim filmskim ulogama treba iskatnuti i uloge u filmovima Savages (1972.), Veliki Gatsby (1974.), Journey Into Fear (1975.), Capricorn One (1978.), Heaven's Gate and Hopscotch (1980.), Polja smrti (1984., nominacija za Oscara za najboljeg glavnog glumca), Mindwalk (1990.), Serial Mom (1994.), te u filmovima Woodyja Allena Interijeri (1978.), Hannah i njezine sestre (1986., cameo) i Zločini i prijestupi (1989.). Waterston ima 6 nominacija za Emmy, a vlasnik je Zlatnog globusa i nagrade Ceha filmskih glumaca. 
Osim u seriji Zakon i red, Waterston je glumio i u drugim serijama, kao što je Odletjet ću gdje je glumio okružnog tužioca Forresta Bedforda. Također je imao glavnu ulogu u seriji Amazing Stories u epizodi Mirror Mirror. Waterston je i član društva koje priprema organizaciju proslave 200. rođendana 16. američkog predsjednika Abrahama Lincolna. Waterston je i sam nekoliko puta tumačio ulogu Abrahama Lincolna. 
Waterston je također nastupio u četiri različite serije s glumcem Richardom Belzerom (trenutni član postave Odjela za žrtve; glumi Johna Muncha): Zakon i red, Zakon i red: Odjel za žrtve, Zakon i red: Suđenje pred porotom i Homicide: Life on the Street. Također je imao popularni cameo nastup u emisiji Saturday Night Live, gdje je nastupio kao on sam.
Waterston je posudio svoj glas popularnoj seriji Obiteljski čovjek gdje je tumačio Dr. Kaplana, psihijatra kojeg Brian Griffin posjećuje kako bi se savjetovao s njim oko njegove krize srednjih godina. Sam Dr. Kaplan je crtan da sliči na Waterstona. Waterston je tumačio Kaplana u još jednoj epizodi, ali u drugim epizodama gdje se pojavljuje njegov lik, Waterston nije spomenut kao sudionik serije. Waterston je također pripovijedao NBC-jev dokumentarac The Great Race koji govori o poznatoj 4x10km utrci na zimskim OI 1994. u Lillehammeru. Taj dokumentarac emitiran je tijekom NBC-jevog prijenosa zimskih OI 2006. u Torinu, točno dan prije te dicsipline. Također je sudjelovao u snimanju dokumentarca Lewis & Clark: The Journey of the Corps of Discovery gdje je tumačio Thomasa Jeffersona. 
Waterston je nastupio u 5,100. emisiji Izazova emitiranoj 10. studenog 2006. Tu su mu protivnici bili Christopher Meloni, Elliot Stabler iz Odjela za žrtve, i Kathryn Erbe, Alexanda Eames iz Zločinačkih nakana. Waterston je bio na 2. mjestu, iza Melonija, i dobio je $25,000 kao nagradu. Dobiveni novac donirao je organizacijama Refugees International i Oceana.
Tijekom 2008. godine glumio je u nekoliko izvedbi Shakespeareovog Hamleta u produkciji Shakespeare in the Park. Njegovo tumačenje Polonija proglašeno je izvrsnim, a New York Times je u svojoj kritici posebno pohvalio upravo njega. Dana 7. siječnja 2010., Sam Waterston je dobio zvijezdu na Hollywoodskoj stazi slavnih.

### Privatni život
Waterston je aktivni humanitarac i redovito daje potporu organizacijama kao što su Refugees International, Meals on Wheels, The United Way i Ceh američkih episkopalnih glumaca. Waterston je i sam episkopalac.
Politički neovisan, Waterston je govornik za pokert Unity08. Waterston je, zajedno s kolegom iz Zakona i reda Jerryjem Orbachom, 2002. godine od grada New Yorka dobio status "Živuće znamenitosti". 

## Filmografija
- The Plastic Dome of Norma Jean (1965.) - Andy
- Fitzwilly (1967.) - Oliver
- Generacija (1969.) - Desmond
- Tri (1969.) - Taylor
- Cover Me Babe (1970.) - Kamerman
- Who Killed Mary What's 'Er Name? (1971.) - Alex
- Mahoney's Estate (1972.) - Felix
- Savages (1972.) - James
- Veliki Gatsby (1974.) - Nick Carraway
- Rancho Deluxe (1975.) - Cecil Colson
- Journey into Fear (1975.) - G. Graham
- Sweet Revenge (1976.) - Le Clerq
- Capricorn One (1978.) - Peter Willis
- Interijeri (1978.) - Mike
- Eagle's Wing (1979.) - White Bull
- Slatki William (1980.) - William
- Hopscotch (1980.) - Joe Cutter
- Heaven's Gate (1980.) - Frank Canton
- Oppenheimer (1982.) - J. Robert Oppenheimer
- Q.E.D. (1982.) Profesor Quentin Everett Deverill
- Polja smrti (1984.) - Sydney Schanberg
- Dječak koji je volio trolove (1984.) - Ofoeti
- Warning Sign (1985.) - Cal Morse
- Hannah i njezine sestre (1986.) - David (cameo)
- Just Between Friends (1986.) - Harry Crandall
- Flagrant désir (1986.) - Gerry Morrison
- Devil's Paradise (1987.) - G. Jones
- Rujan (1987.) - Peter
- Lincoln (1988.) - Abraham Lincoln
- Welcome Home (1989.) - Woody
- Zločini i prijestupi (1989.) - Ben
- A Captive in the Land (1990.) - Royce
- Mindwalk (1990.) - Jack Edwards
- The Man in the Moon (1991.) - Matthew Trant
- Serial Mom (1994.) - Eugene Sutphin
- The Enemy Within (1994.) - Predsjednik William Foster
- The Journey of August King (1995.) - Mooney Wright
- Nixon (1995.) - Richard Helms (scene izbrisane)
- The Proprietor (1996.) - Harry Bancroft
- Shadow Conspiracy (1997.) - Predsjednik
- Priča o Matthewu Shepardu (2002.) - Dennis Shepard
- Le Divorce (2003.) - Chester Walker
- Komisija (2003.) - J. Lee Rankin
- Beowulf (2007.) - pripovjedač

## Nagrade

### Oscari
| Godina | Kategorija      | Film        | Ishod      |
| ------ | --------------- | ----------- | ---------- |
| 1985.  | Najbolji glumac | Polja smrti | Nominacija |

### Emmyji
| Godina | Kategorija                                | Serija                  | Ishod      |
| ------ | ----------------------------------------- | ----------------------- | ---------- |
| 1974.  | Najbolji sporedni glumac                  | The Glass Menagerie     | Nominacija |
| 1992.  | Najbolji glavni glumac                    | Odletjet ću             | Nominacija |
| 1993.  | Najbolji glavni glumac                    | Odletjet ću             | Nominacija |
| 1994.  | Najbolji glavni glumac u posebnoj epizodi | Odletjet ću             | Nominacija |
| 1996.  | Najbolja informativna serija              | Izgubljene civilizacije | Osvojeno   |
| 1998.  | Najboji glavni glumac                     | Zakon i red             | Nominacija |
| 1999.  | Najboji glavni glumac                     | Zakon i red             | Nominacija |
| 2000.  | Najboji glavni glumac                     | Zakon i red             | Nominacija |

### Zlatni globusi
| Godina | Kategorija                      | Serija/Film   | Ishod      |
| ------ | ------------------------------- | ------------- | ---------- |
| 1975.  | Najbolji novi glumac (film)     | Veliki Gatsby | Nominacija |
| 1975.  | Najbolji sporedni glumac (film) | Veliki Gatsby | Nominacija |
| 1983.  | Najbolji glumac u TV miniseriji | Oppenheimer   | Nominacija |
| 1985.  | Najbolji glumac (film)          | Polja smrti   | Nominacija |
| 1992.  | Najbolji glavni glumac (serija) | Odletjet ću   | Nominacija |
| 1993.  | Najbolji glavni glumac (serija) | Odletjet ću   | Osvojeno   |
| 1995.  | Najboji glavni glumac (serija)  | Zakon i red   | Nominacija |

### Ceh filmskih glumaca
| Godina | Kategorija                         | Serija      | Ishod      |
| ------ | ---------------------------------- | ----------- | ---------- |
| 1997.  | Najbolja izvedba ansambla u seriji | Zakon i red | Nominacija |
| 1998.  | Najbolja izvedba ansambla u seriji | Zakon i red | Nominacija |
| 1999.  | Najbolja izvedba ansambla u seriji | Zakon i red | Nominacija |
| 1999.  | Najbolji glavni glumac u seriji    | Zakon i red | Osvojeno   |
| 2000.  | Najbolja izvedba ansambla u seriji | Zakon i red | Nominacija |
| 2001.  | Najbolja izvedba ansambla u seriji | Zakon i red | Nominacija |
| 2002.  | Najbolja izvedba ansambla u seriji | Zakon i red | Nominacija |
| 2004.  | Najbolja izvedba ansambla u seriji | Zakon i red | Nominacija |

## Vanjske poveznice
- Sam Waterston u internetskoj bazi filmova IMDb-u (engl.)
- Waterston's profile at the official Law & Order website